# Кубок мира по спортивной ходьбе 1983
Финал 11-го Кубка мира по спортивной ходьбе прошёл 24—25 сентября 1983 года в Бергене (Норвегия). Мужчины боролись за Кубок Лугано, который получала лучшая сборная по итогам заходов на 20 и 50 км. Женщины разыгрывали Кубок Эшборна на дистанции 10 км.
Большинство сильнейших команд получили прямой допуск в финал. Оставшиеся шесть мест разыгрывались в предварительном раунде Кубка мира, который прошёл в различных городах в июне 1983 года.
С 1983 года в два раза увеличилась соревновательная дистанция у женщин, с 5 до 10 км.
На старт вышли 169 ходоков из 18 стран мира (105 мужчин и 64 женщины).
Каждая команда могла выставить до четырёх спортсменов в каждый из заходов. Лучшие в командном зачёте определялись по сумме очков, набранных тремя сильнейшими представителями страны (очки начислялись в зависимости от занятого места). В зачёт Кубка Лугано шли по три лучших результата на дистанциях 20 и 50 км у мужчин.
На соревнованиях были установлены два новых мировых рекорда. Высшее достижение в ходьбе на 10 км было ожидаемо, так как прежде женщины на этой дистанции выступали очень редко. Победительницей захода и рекордсменкой стала китаянка Сюй Юнцзю — 45.14.
Йозеф Прибилинец из Чехословакии показал лучший результат в мировой истории на дистанции 20 км —1:19.30. Впервые все три призёра Кубка мира в этой дисциплине финишировали быстрее 1 часа 20 минут.
В командном зачёте у мужчин во второй раз победу одержала сборная СССР (первая победа была добыта в 1975 году). Отрыв от сборной Италии составил рекордные 42 очка.

## Предварительный раунд
Соревнования предварительного раунда прошли в июне 1983 года в трёх городах: британском Лондоне, французском Бар-ле-Дюке и чехословацкой Трнаве. В финал проходили по две лучшие команды из каждого турнира.

### Мужчины
От участия в предварительном раунде были освобождены ГДР, Италия, СССР, Мексика, Норвегия, США, Австралия, Китай и Канада. Все эти страны получили прямые путёвки в финал.
| Место | Команда        | Очки |
| ----- | -------------- | ---- |
| 1     | Великобритания | 41   |
| 2     | Испания        | 39   |
| 3     | Финляндия      | 38   |
| 4     | Швеция         | 37   |

| Место | Команда    | Очки |
| ----- | ---------- | ---- |
| 1     | Франция    | 78   |
| 2     | ФРГ        | 69   |
| 3     | Бельгия    | 27   |
| 4     | Швейцария  | 15   |
| 5     | Люксембург | 8    |

| Место | Команда      | Очки |
| ----- | ------------ | ---- |
| 1     | Чехословакия | 55   |
| 2     | Польша       | 48   |
| 3     | Венгрия      | 43   |
| 4     | Австрия      | 6    |

## Расписание
| Дата             | Заход         |
| ---------------- | ------------- |
| 24 сентября 1983 | 20 км мужчины |
| 25 сентября 1983 | 10 км женщины |
| 25 сентября 1983 | 50 км мужчины |

## Медалисты
Сокращения: WR — мировой рекорд | AR — рекорд континента | NR — национальный рекорд | CR — рекорд соревнований
Курсивом выделены участники, чей результат не пошёл в зачёт команды

### Мужчины
| Дисциплина              | Золото | Золото        | Серебро | Серебро   | Бронза | Бронза     |
| ----------------------- | --- | ------------- | --- | --------- | --- | ---------- |
| 20 км                   | Йозеф Прибилинец Чехословакия | 1:19.30 WR CR | Эрнесто Канто Мексика | 1:19.41   | Анатолий Соломин СССР | 1:19.43 NR |
| 50 км                   | Рауль Гонсалес Мексика | 3:45.37       | Сергей Юнг СССР | 3:48.26   | Виктор Доровских СССР | 3:49.47    |
| Кубок Лугано (20+50 км) | СССР · Анатолий Соломин · Евгений Евсюков · Анатолий Горшков · Сергей Юнг · Виктор Доровских · Сергей Цымбалюк · Сергей Процышин · Иван Тихонов | 231 очко      | Италия · Маурицио Дамилано · Карло Маттиоли · Джорджо Дамилано · Паоло Грекуччи · Паоло Гедина · Джакомо Поджи · Алессандро Пеццатини · Алессандро Беллуччи | 189 очков | Мексика · Эрнесто Канто · Марселино Колин · Феликс Гомес · Рауль Гонсалес · Артуро Браво · Энрике Вера · Мартин Бермудес · Педро Ароче | 146 очков  |

### Женщины
| Дисциплина    | Золото                                             | Золото      | Серебро                                                                  | Серебро   | Бронза                                                          | Бронза    |
| ------------- | -------------------------------------------------- | ----------- | ------------------------------------------------------------------------ | --------- | --------------------------------------------------------------- | --------- |
| 10 км         | Сюй Юнцзю Китай                                    | 45.14 WR CR | Наталья Шарыпова СССР                                                    | 45.26 AR  | Сью Кук Австралия                                               | 45.27 AR  |
| Кубок Эшборна | Китай · Сюй Юнцзю · Гуань Пин · Юй Хэпин · Янь Хун | 132 очка    | СССР · Наталья Шарыпова · Людмила Хрущёва · Вера Осипова · Роза Ундерова | 130 очков | Австралия · Сью Кук · Салли Пирсон · Рейчел Томпсон · Энн Райан | 126 очков |